# 홍준호 (1971년)
홍준호(洪俊鎬, 1971년 11월 4일, 서울특별시 ~ )은 대한민국의 정치인이다. 제4·6대 서울특별시 구로구의원이었다.

## 학력
- 영천고등학교 졸업
- 총신대학교 신학과 졸업

## 경력
- 고척2동 주민자치위원
- 고척2동 주민모임 운영자
- 구로생활협동조합 홍보이사
- 2000 총선시민연대 구로구 집행위원
- 푸른교실 운영위원
- 환경운동연합 회원
- 참여연대 회원
- 백범김구기념사업회 회원
- 남부학교운영위 발전협의회 교복공동구매 추진위원
- 상가임대차 공동운동본부 구로지부 운영위원
- 2002.07 ~ 2006.04 제4대 서울특별시 구로구의회 의원
- 2002.07 ~ 2003.08 제4대 서울특별시 구로구의회 전반기 내무행정위원회 간사
- 2002.07 ~ 2004.07 제4대 서울특별시 구로구의회 전반기 예산결산특별위원회 위원
- 2003.04 ~ 2003.05 제4대 서울특별시 구로구의회 재해대책특별위원회 위원
- 2003.08 ~ 2004.07 제4대 서울특별시 구로구의회 전반기 내무행정위원회 위원
- 2003 구로생협 이사
- 2004.07 ~ 2006.04 제4대 서울특별시 구로구의회 후반기 운영위원회 위원
- 2004.07 ~ 2006.04 제4대 서울특별시 구로구의회 후반기 내무행정위원회 위원
- 2004.07 ~ 2006.04 제4대 서울특별시 구로구의회 후반기 예산결산특별위원회 위원
- 2004.11 ~ 2004.11 제4대 서울특별시 구로구의회 재해대책특별위원회 위원
- 2009 ~ 2009 오류중학교 운영위원회 위원장
- 2010.07 ~ 2014.06 제6대 서울특별시 구로구의회 의원
- 2010.07 ~ 2012.07 제6대 서울특별시 구로구의회 전반기 운영위원회 위원
- 2010.07 ~ 2012.07 제6대 서울특별시 구로구의회 전반기 내무행정위원회 위원
- 2010.07 ~ 2012.07 제6대 서울특별시 구로구의회 전반기 예산결산특별위원회 위원
- 2012.07 ~ 2014.06 제6대 서울특별시 구로구의회 후반기 운영위원회 위원
- 2012.07 ~ 2014.06 제6대 서울특별시 구로구의회 후반기 도시건설위원회 위원
- 2012.07 ~ 2014.06 제6대 서울특별시 구로구의회 후반기 예산결산특별위원회 위원
- 2012.07 ~ 2012.07 제6대 서울특별시 구로구의회 윤리특별위원회 부위원장
- 고척어린이집 운영위원
- 오류중학교 운영위원장
- 고척도서관 운영위원
- 구로아이쿱생협 이사

## 수상
- 2003 제1회 시민일보 의정대상
- 2003 행정대상
- 2003 제3회 구로타임즈 모범의정상
- 2004 경실련 서울시의회 의정활동 최우수의원 민주노동당 심재옥 선정
- 2004 국정감사 NGO모니터단
- 2004 국감우수의원
- 2005 경향신문 제17대 국회 우수의원
- 2012 구로타임즈 의정모법상 수상
- 2013 시민일보 의정대상 수상

## 역대 선거 결과
|  | 40.62% |

|  | 11.66% |

|  | 11.01% |

|  | 7.89% |

## 참고 자료
- 홍준호 - 페이스북
- 홍준호의 미니홈피 - 싸이월드